# Antonio Caponigro
Antonio Rocco „Tony Bananas“ Caponigro (* 22. Januar 1912 in Chicago; † 18. April 1980 in New York City) war ein italoamerikanischer Mobster der amerikanischen Cosa Nostra der Bruno-Familie (Philadelphia-South Jersey Mafia) aus Philadelphia und galt Ende der 1970er Jahre als der Consigliere der Familie, bevor er die Ermordung des Familien-Oberhaupts Angelo Bruno veranlasste und aus Vergeltung ebenfalls ermordet wurde.

## Leben

### Frühe Jahre
Antonio Rocco „Tony Bananas“ Caponigro wurde am 22. Januar 1912 als Sohn von Rocco Caponigro und Rosine Squarzzi in Chicago geboren und lebte später in Short Hills des Essex County (New Jersey). Er war der Sohn eines wohlhabenden Bananenhändlers, der einen Stand auf dem italienischen Markt besaß, der als South 9th Street Curb-Markt bekannt war. Seine kriminellen Operationen leitete er später größtenteils in Ironbound, einem Viertel in Newark. Einträge wie Autodiebstahl, Einbruch, Raub, Buchmacherei und Verdacht auf Mord reichen in der polizeilichen Akte von Caponigro bis in das Jahr 1928 zurück. Eine Zeit lang stand er in Verdacht, die illegale Herstellung von Alkohol im Gebiet von New Jersey zu finanzieren, was aber nie nachgewiesen werden konnte. Später heiratete er eine schottisch-irische Frau namens Kathleen Cox und bekam mit ihr einen Sohn und drei Töchter.
Im Jahr 1963 wurde Caponigros Mitgliedschaft in der Mafia durch den Pentito namens Joe Valachi publik. Während dieser Zeit diente er unter einem Capo namens Riccardo Biondi.

### Familien-Putsch
Im Jahr 1976 wurde Caponigro 2 Jahre lang für ein Verbrechen inhaftiert, weil er im Jahr 1974 versuchte, mit seinem Auto einen Polizisten zu überfahren, um eine Vorladung zu vermeiden. Nach seiner Entlassung stieg er zum Consigliere des Oberhaupts Angelo Bruno auf. Einige Untergruppen der Familie begannen zu dieser Zeit, sich gegen den alternden Bruno aufzulehnen und Caponigro sah während eines Streits im Methamphetamin-Handel, darin seine Chance, aufzusteigen und mehr verdienen zu können. Er kontrollierte eine lukrative Glücksspiel-Operation in Newark, einem Überbleibsel aus den 1960er Jahren, als die fünf New Yorker Familien Teile der Geschäfte aus Nord-Jersey an die New-Jersey-Fraktion der Bruno-Familie abgetreten hatten. Auch der Genovese Street Boss namens Frank „Funzi“ Tieri leitete Aktivitäten in der Gegend. Caponigro näherte sich Tieri mit einem Plan, Bruno zu ermorden und die Philadelphia-Familie zu übernehmen. Caponigro wusste, dass er nach dem Tod des Don, auf die Unterstützung mehrerer Schlüsselfiguren der Familie zählen konnte. Tieri versicherte Caponigro, dass er ihn vor der sogenannten Mafia-Kommission unterstützen würde; Um einerseits Caponigro ausschalten und andererseits die Bruno-Familie vor Ort schwächen zu können, ließ Tieri Caponigro später glauben, er habe die Erlaubnis der Kommission, Bruno zu töten. Er rekrutierte seinen Schwager Alfred Salerno, Bruno-Capo John „Johnny Keys“ Simone und Bruno-Soldato Frank „Barracuda Frank“ Sindone und ordnete die Ermordung von Bruno an.
Am 21. März 1980 wurde der 69-jährige Bruno durch Schüsse einer Schrotflinte in den Hinterkopf getötet, als er mit seinem Fahrer John Stanfa in seinem Auto vor seinem Haus saß. Als die Kommission von Brunos Ermordung erfuhr, wurde Caponigro sofort vorgeladen. Ihm wurde mitgeteilt, dass der Mord von der Kommission weder sanktioniert, noch in Betracht gezogen worden sei. Caponigro identifizierte Tieri, der an dem Treffen teilnahm, als den Mann, der den Mord autorisiert hatte; was von Tieri kategorisch bestritten wurde. Die Kommission entschied später, Caponigro habe ein Mitglied der Kommission ohne Genehmigung ermordet und so wurde er zum Tode verurteilt.

### Ermordung
Nur wenige Wochen später wurden die Leichen von Caponigro und seinem Cousin in den Kofferräumen zweier Autos in der Bronx (New York City) gefunden. Man hatte Caponigro dreizehnmal Schusswunden und Messerwunden zugefügt und als Zeichen für seine Gier waren mehrere 20 Dollar-Scheine in Mund und Anus gestopft. Ermordet wurde Caponigro durch den Mafia-Vollstrecker Joseph „Mad Dog“ Sullivan, was dieser in einem Interview aus dem Jahr 2010 gestand. Auch andere Mitglieder, die an Brunos Mord beteiligt gewesen waren, wurden gefoltert und ermordet. Am 17. September 1980 wurde John Simone tot aufgefunden. Am 29. Oktober 1980 wurde Frank Sindone ermordet durch drei Kopfschüsse, tot in einer Gasse in Süd-Philadelphia aufgefunden.

### Weiteres
Caponigro leitete den Club The 311 und besaß eine gewaltige Farm, sowie ein Motelkomplex mit einem Restaurant und soll laut dem einstigen Familien-Capo namens Nicholas „Nicky the Crow“ Caramandi, „70 Millionen Dollar schwer gewesen“ sein. Laut dem einstigen Capo und späteren Informanten Andrew Thomas „Tommy Del“ DelGiorno, leitete er ein Buchmacher-Geschäft, das in der Woche bis zu 2 Millionen Dollar Gewinn brachte.
Caponigro hatte eine Halbschwester namens Susan, die den Gangster Alfred „Freddie“ Salerno heiratete. Im Jahr 1955 wurde Susan im Alter von ungefähr 38 Jahren tot aufgefunden. Es wurde angenommen, dass sie ermordet wurde, aber der Mord mit der Todesursache Herzinfarkt vertuscht wurde. Leute in der Nachbarschaft nahmen an, dass Freddy Salerno, seine Frau Susan mit dem Okay des Bruders Caponigro ermordete.
In einem Prozess aus dem Jahr 2012 gegen den späteren amtierenden Boss aus den 2000er Jahren namens Joseph Anthony „Uncle Joe“ Ligambi, stellte sich anhand von alten FBI-Tonaufnahmen die als Beweismittel verwendet wurden, heraus, dass Frank Sinatra zu Caponigro während einer Aufführung im Jahr 1968 sagte „er solle aufhören zu reden“ und dieser ihn deshalb so sehr „hasste“ und ihm drohte, ihn zu töten.